# زردليمة (ديناران)
زردلیمة (بالفارسية: زردلیمه) هي قرية تقع في إيران في قسم دیناران الريفي. يقدر عدد سكانها بـ 45 نسمة بحسب إحصاء 2016.